# Futbol'nyj Klub Krasnodar
Il Futbol'nyj Klub Krasnodar (in russo Футбольный клуб «Краснода́р»?) è una società calcistica russa con sede nella città di Krasnodar. Milita nella Prem'er-Liga, la massima divisione del campionato russo.
Fondato nel 2008, il club fu ammesso in seconda serie nel 2009 e alla fine della stagione 2010 fu promosso in Prem'er-Liga. Nel maggio 2013 il club iniziò la costruzione dello stadio FK Krasnodar (34 291 posti), inaugurato il 9 ottobre 2016. L'impianto ha sostituito lo stadio Kuban.

## Storia
Il club fu fondato nel 2008 dall'uomo d'affari russo Sergey Galitsky, premiato dalla federcalcio russa per aver contribuito allo sviluppo del calcio nel paese. Nel febbraio 2008 fu ammesso nella Pervenstvo Professional'noj Futbol'noj Ligi, la terza serie del campionato russo di calcio. Sotto la guida dell'allenatore Vladimir Volchek esordì pareggiando per 0-0 contro il FC Nika Krasny Sulin. Terminò il campionato del 2008 al terzo posto e, malgrado il piazzamento non fosse sufficiente per conseguire la promozione, fu ammesso alla seconda serie dato che SKA Rostov e Sportakademklub si rifiutarono di partecipare al successivo campionato, nonostante avessero raggiunto la salvezza.
Nel 2009 il nuovo allenatore Nurbiy Khakunov guidò la squadra al decimo posto in seconda divisione. L'anno seguente, sotto la guida di Sergey Tashuyev, sfidò in campionato i concittadini del Kuban, che vinse i due derby per 3-0 e per 1-0. Il Krasnodar alla fine fece meglio dell'anno precedente, giungendo quinto.
Nel dicembre 2010 il Krasnodar ingaggiò l'allenatore serbo Slavoljub Muslin. La promozione in Prem'er-Liga, la massima serie russa, fu ottenuta con un altro quinto posto, dato che il Saturn, il Nižnij Novgorod e il KAMAZ si rifiutarono di disputare il campionato a causa di problemi finanziari. Il 25 gennaio 2011 la federazione russa escluse il Saturn e ammise in massima divisione il Krasnodar.
All'esordio in massima serie ottenne due pareggi, tra andata e ritorno, contro il più quotato CSKA Mosca e disputò contro il Kuban il primo derby di massima serie non giocato da squadre di Mosca. Concluse la stagione 2011-2012 al nono posto.
Nel 2012-2013 il Krasnodar perse tutte le partite tranne una contro le prime tre della classifica, ma fu penalizzato da un negativo rendimento in trasferta e chiuse al decimo posto, che causò l'esonero di Muslin, sebbene questi avesse rinnovato il contratto nel mese di maggio.

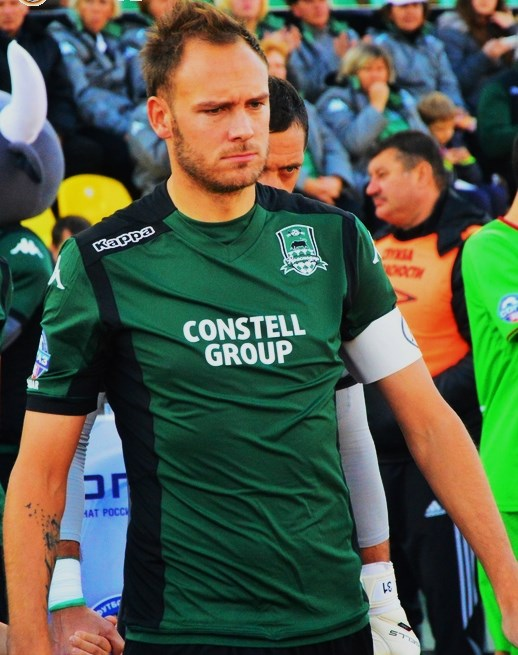
Il difensore svedese Andreas Granqvist con la maglia del Krasnodar, di cui è stato capitano.

L'11 agosto 2013 sulla panchina del Krasnodar arrivò Oleg Kononov, cui fu affidata, con contratto triennale, una squadra rinforzata dagli acquisti degli attaccanti brasiliani Ari e Wanderson, del centrocampista di fascia polacco Artur Jędrzejczyk e del difensore svedese Andreas Granqvist, destinato a capitanare la squadra. Alla metà di novembre Kononov ottenne la cittadinanza russa. Il Krasnodar alternò brillanti vittorie (4-0 contro lo Spartak Mosca nel marzo 2014) a sonore sconfitte (1-5 contro il CSKA Mosca nell'ottobre 2013 e -14 contro lo Zenit San Pietroburgo nell'aprile 2014). Il quinto posto finale valse la prima storica qualificazione all'Europa League. Inoltre nel 2014 il Krasnodar arrivò in finale di Coppa di Russia, dove fu sconfitto dal Rostov per 6-5 ai tiri di rigore (0-0 il finale).
La stagione 2014-2015 vide un ottimo inizio in campionato (la prima sconfitta arrivò solo alla sesta giornata) e, grazie ad un sapiente impiego del turnover, il terzo posto finale (a pari punti con il CSKA Mosca, che fu favorito dagli scontri diretti), che valse una nuova qualificazione all'Europa League, e un buon cammino in Europa League, dove il Krasondar eliminò Sillamäe Kalev, Diósgyőr e Real Sociedad, avanzando alla fase a gironi. Qui si piazzò terzo in un girone con Lilla, Wolfsburg ed Everton.
Nel 2015-2016 si piazzò quarto in Prem'er-Liga. Approdò alla fase a gironi di Europa League eliminando nei turni preliminari Slovan Bratislava e HJK. Sorteggiato in un girone con Borussia Dortmund, PAOK e Qəbələ, vinse tutte le partite casalinghe e anche il girone con quattro successi (1-0 al Borussia Dortmund, 2-1 al PAOK, 2-1 e 3-0 al Qabala), un pareggio (0-0 in casa del PAOK) e una sconfitta (2-1 sul campo del Dortmund). Ai sedicesimi di finale fu eliminato dallo Sparta Praga, perdendo per 1-0 in trasferta e per 0-3 in casa. Nel settembre 2016 l'allenatore Kononov si dimise, lasciando il posto a Igor' Šalimov. In Europa League il Krasnodar, superati i turni preliminari e la fase a gironi, eliminò il Fenerbahçe ai sedicesimi di finale e fu eliminato dal Celta Vigo agli ottavi.
Nell'ottobre 2016, in occasione di una partita amichevole tra le nazionali di Russia e di Costa Rica, fu inaugurato lo Stadio FC Krasnodar, impianto da oltre 34.000 posti. Il 20 ottobre 2016 il Krasnodar esordì nel nuovo stadio perdendo per 0-1 contro lo Schalke 04 in Europa League di fronte a 33.550 spettatori, record di affluenza per lo stadio. In ambito nazionale il record di affluenza si registrò il 27 novembre 2016, nella partita vinta per 2-1 contro lo Zenit, seguita da 31.854 spettatori.
Nella stagione 2017-2018, Krasnodar perse per la prima volta nella propria storia cinque partite di fila, iniziando con la partita dei sedicesimi di finale di Coppa di Russia contro il Tom' Tomsk (1-2), per poi proseguire contro lo Zenit (0-2), l'Arsenal Tula (0-1), il CSKA Mosca (0-1) e il Lokomotiv Mosca (0-2). La squadra, eliminata dall'Europa League 2017-2018 allo spareggio dalla Stella Rossa per la regola dei gol in trasferta (vittoria per 3-2 in casa e sconfitta per 2-1 a Belgrado), raggiunse tempo dopo il secondo posto in campionato, ma una serie di passi falsi contro avversarie di minor rango e la sconfitta maturata negli ultimi istanti del match contro l'Anži condussero alle dimissioni di Šalimov, sostituito dal giovane tecnico Murad Musayev. Si segnalarono le vittorie ottenute contro Zenit (2-1) e Arsenal Tula (3-0). Il Krasnodar chiuse quarto in campionato, qualificandosi per l'Europa League.
Il quarto posto in Prem'er-Liga fu migliorato nella stagione seguente, in cui il Krasnodar terminò terzo in patria e superò il girone di Europa League vincendo tutte e tre le sfide casalinghe con lo stesso risultato (2-1). Questi successi europei, sommati alla vittoria ottenuta alla prima giornata sul campo dei turchi dell'Akhisar Belediyespor, condussero il club russo a quota 12 punti nel raggruppamento, secondo in classifica dietro al Siviglia solo per una differenza reti sfavorevole. Ai sedicesimi di finale la squadra eliminò il Bayer Leverkusen, poi cadde agli ottavi contro il Valencia.
La stagione 2018-2019 vede i russi eliminare il Porto al terzo turno preliminare di UEFA Champions League, prima di essere eliminati nel turno di play-off dall'Olympiacos; in Europa League la squadra uscì di scena agli ottavi di finale. Nell'annata seguente il Krasnodar si conferma terza forza del campionato e viene eliminata nella fase a gironi di Europa League. Nella stagione 2020-2021 si qualifica per la prima volta nella propria storia alla fase a gironi della UEFA Champions League dopo aver eliminato il PAOK agli spareggi.
Nella stagione 2024-2025 conquista il primo titolo nazionale della sua storia.

## Palmarès

### Competizioni nazionali
- Campionato russo: 1

2024-2025

### Competizioni giovanili
- Torneo Internazionale Under-19 Bellinzona: 1

2018

### Altri piazzamenti
- Campionato russo:

Secondo posto: 2023-2024
Terzo posto: 2014-2015, 2018-2019, 2019-2020
- Coppa di Russia:

Finalista: 2013-2014, 2022-2023
Semifinalista: 2015-2016
- Supercoppa di Russia:

Finalista: 2024, 2025

## Allenatori e presidenti
Di seguito la cronologia degli allenatori e dei presidenti
- 2008  Vladimir Volček
- 2009  Nurbiy Khakunov
- 2010  Sergej Tašuev
- 2011-2013  Slavoljub Muslin
- 2013-2014  Slavoljub Muslin(1ª-4ª)
 Oleg Kononov (5ª-30ª)
- 2014-2016  Oleg Kononov
- 2016-2017  Oleg Kononov (1ª-6ª)
 Igor' Šalimov (7ª-9ª)-ad interim
 Igor' Šalimov (10ª-30ª)
- 2017-2018  Igor' Šalimov (1ª-28ª)
 Murad Musaev (29ª-30ª)-ad interim
- 2018-2020  Murad Musaev
- 2020-2021  Murad Musaev (1ª-24ª)
 Viktar Hančarėnka (25ª-30ª)
- 2021-2022  Viktar Hančarėnka (1ª-18ª)
 Daniel Farke[10]
 Aleksandr Storozhuk (19ª-30ª)
- 2022-2023  Aleksandr Storozhuk (1ª-17ª)
 Vladimir Ivić (18ª-)

- 2008-  Sergey Galitsky

### Rendimento nel dettaglio degli allenatori
Dati aggiornati al 17 gennaio 2023.
| 1  | Vladimir Volček     | 22 febbraio 2008  | 13 agosto 2008    | 21  | 11 | 6  | 4  | 52,4  |
| 2  | Nurbiy Hakunov      | 13 agosto 2008    | 25 novembre 2009  | 57  | 29 | 10 | 18 | 50,9  |
| 3  | Sergej Tašuev       | 25 novembre 2009  | 7 novembre 2010   | 40  | 19 | 10 | 11 | 47,5  |
| 4  | Slavoljub Muslin    | 29 dicembre 2010  | 9 agosto 2013     | 83  | 31 | 20 | 32 | 37,3  |
| 5  | Oleg Kononov        | 11 agosto 2013    | 13 settembre 2016 | 103 | 57 | 24 | 22 | 55,3  |
| 6  | Igor Šalimov        | 13 settembre 2016 | 2 aprile 2018     | 65  | 30 | 19 | 16 | 46,2  |
| 7  | Murad Musaev        | 3 aprile 2018     | 3 aprile 2021     | 125 | 56 | 29 | 40 | 45,24 |
| 8  | Viktar Hančarėnka   | 3 aprile 2021     | 5 gennaio 2022    | 26  | 11 | 6  | 9  | 42,31 |
| 9  | Daniel Farke        | 13 gennaio 2022   | 2 marzo           | 0   | 0  | 0  | 0  | 0,0   |
| 10 | Aleksey Antonyuk    | 2 marzo 2022      | 5 aprile 2022     | 4   | 2  | 1  | 1  | 50,0  |
| 11 | Aleksandr Storozhuk | 5 aprile 2022     | 27 novembre 2022  | 31  | 15 | 6  | 10 | 50,0  |
| 12 | Vladimir Ivić       | 4 gennaio 2023    |                   | 0   | 0  | 0  | 0  | 0,0   |

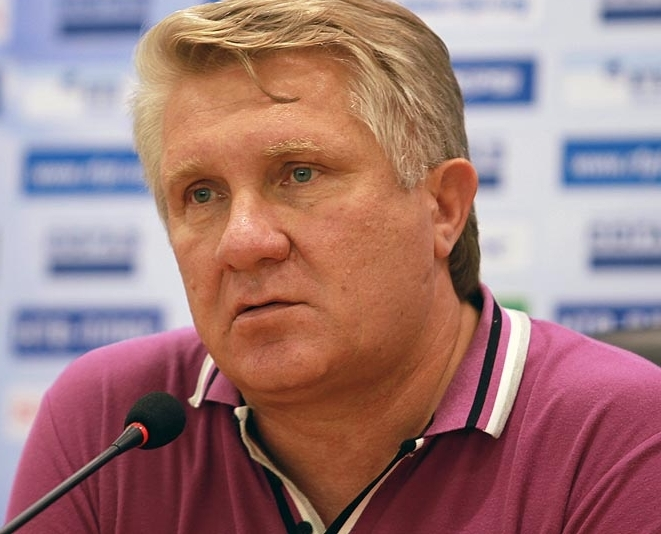
Sergei Tašuyev
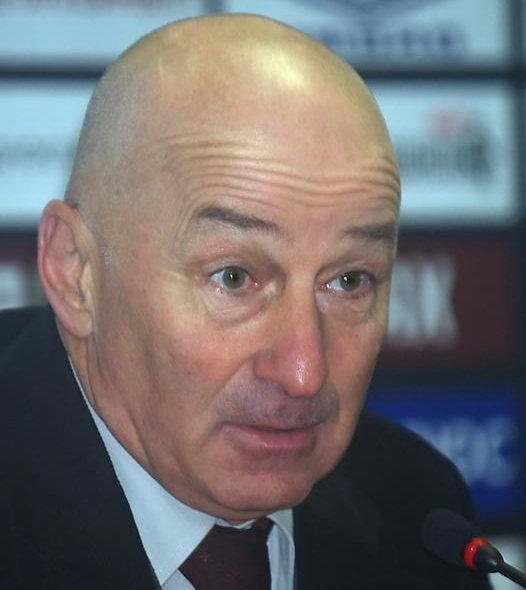
Slavoljub Muslin
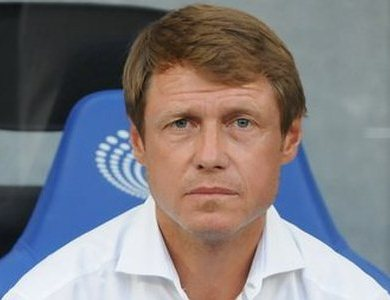
Oleg Kononov
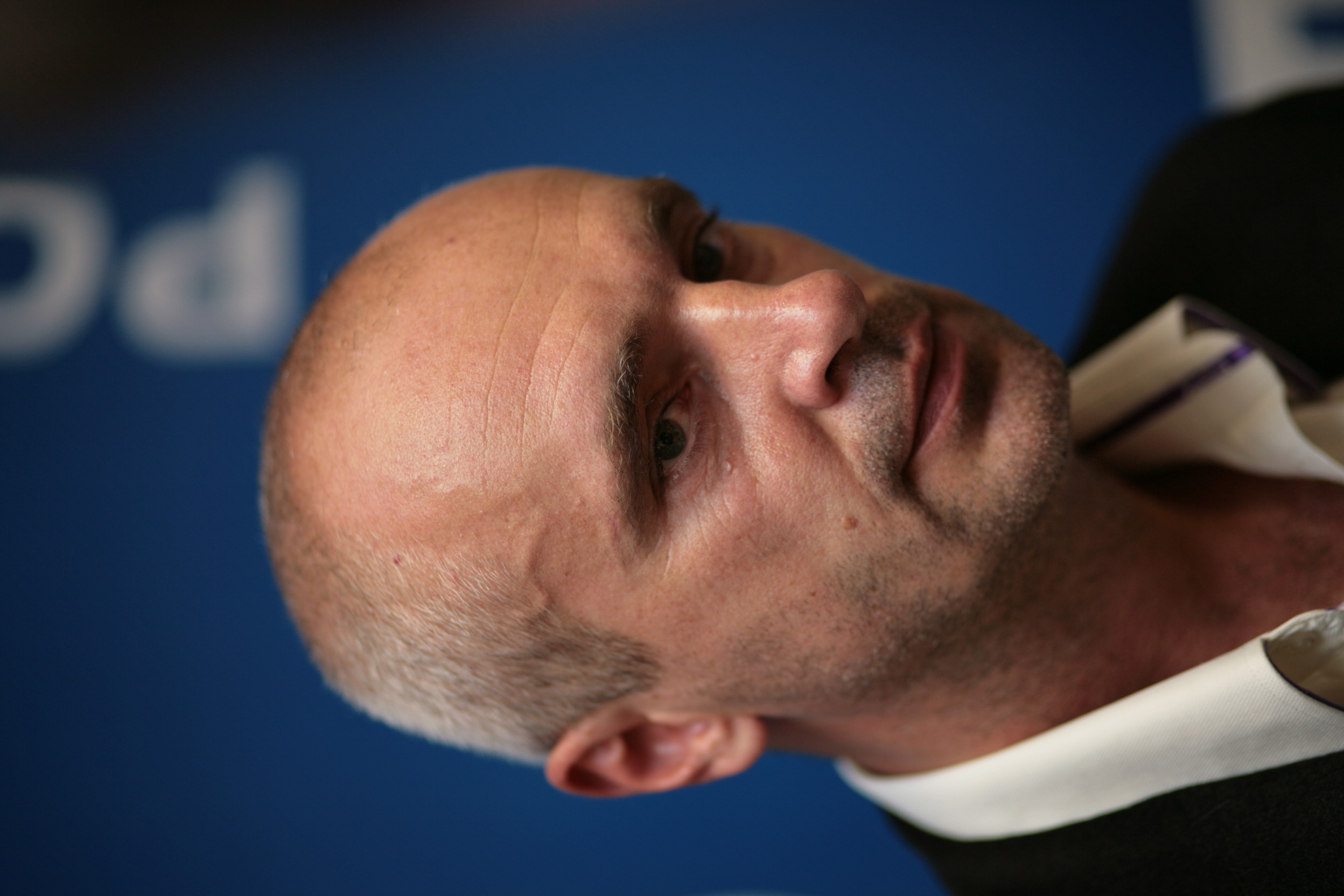
Igor Šalimov
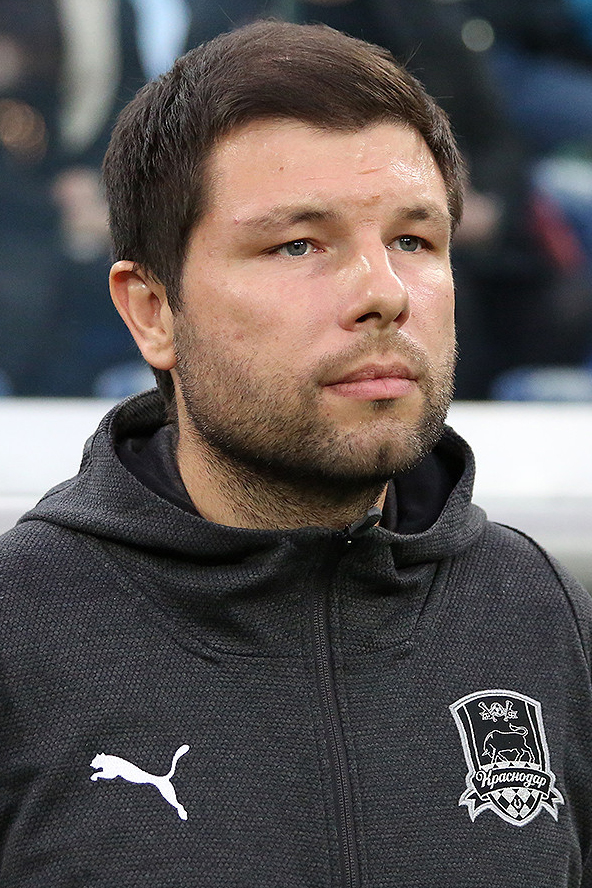
Murad Musaev
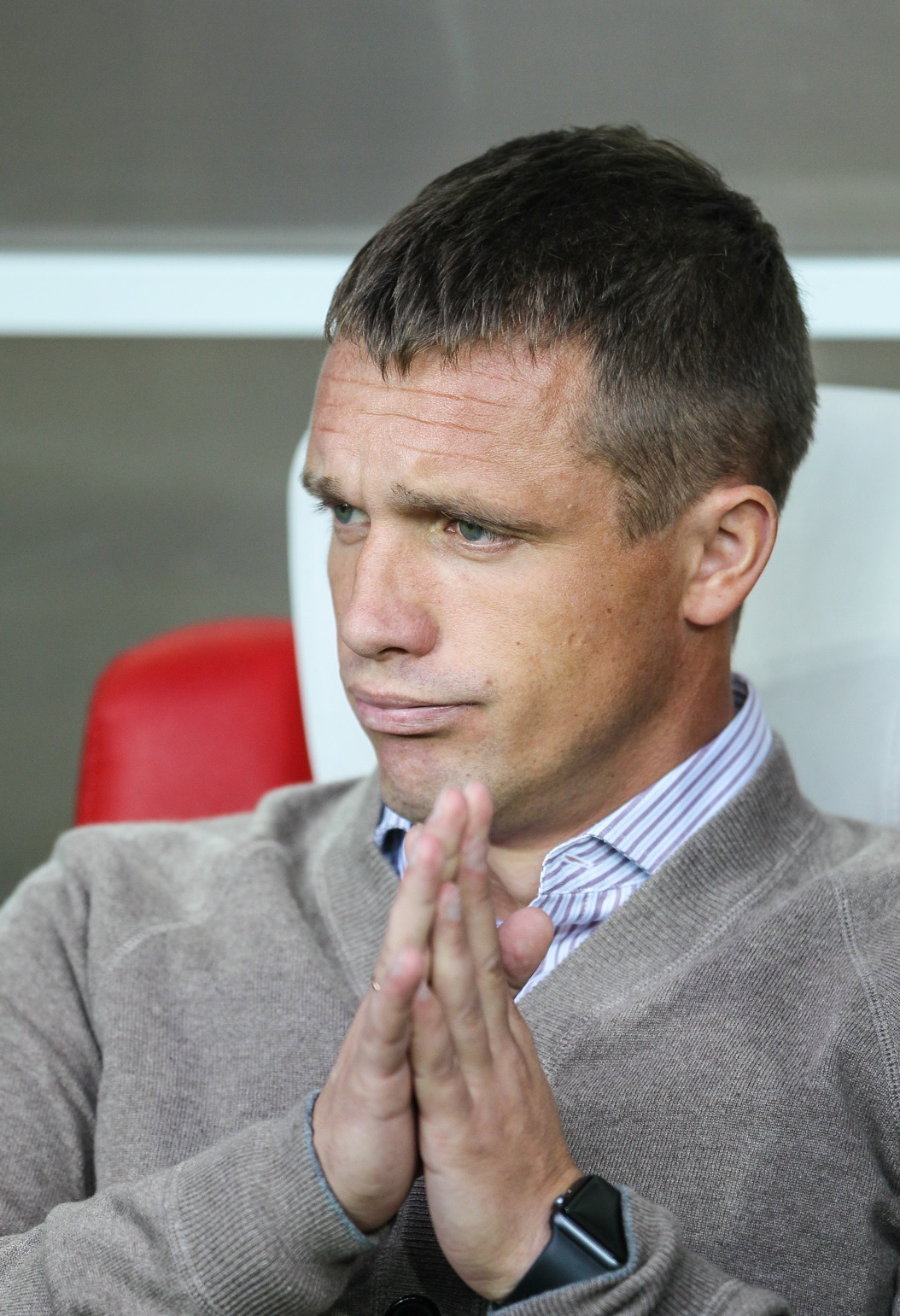
Viktar Hančarėnka
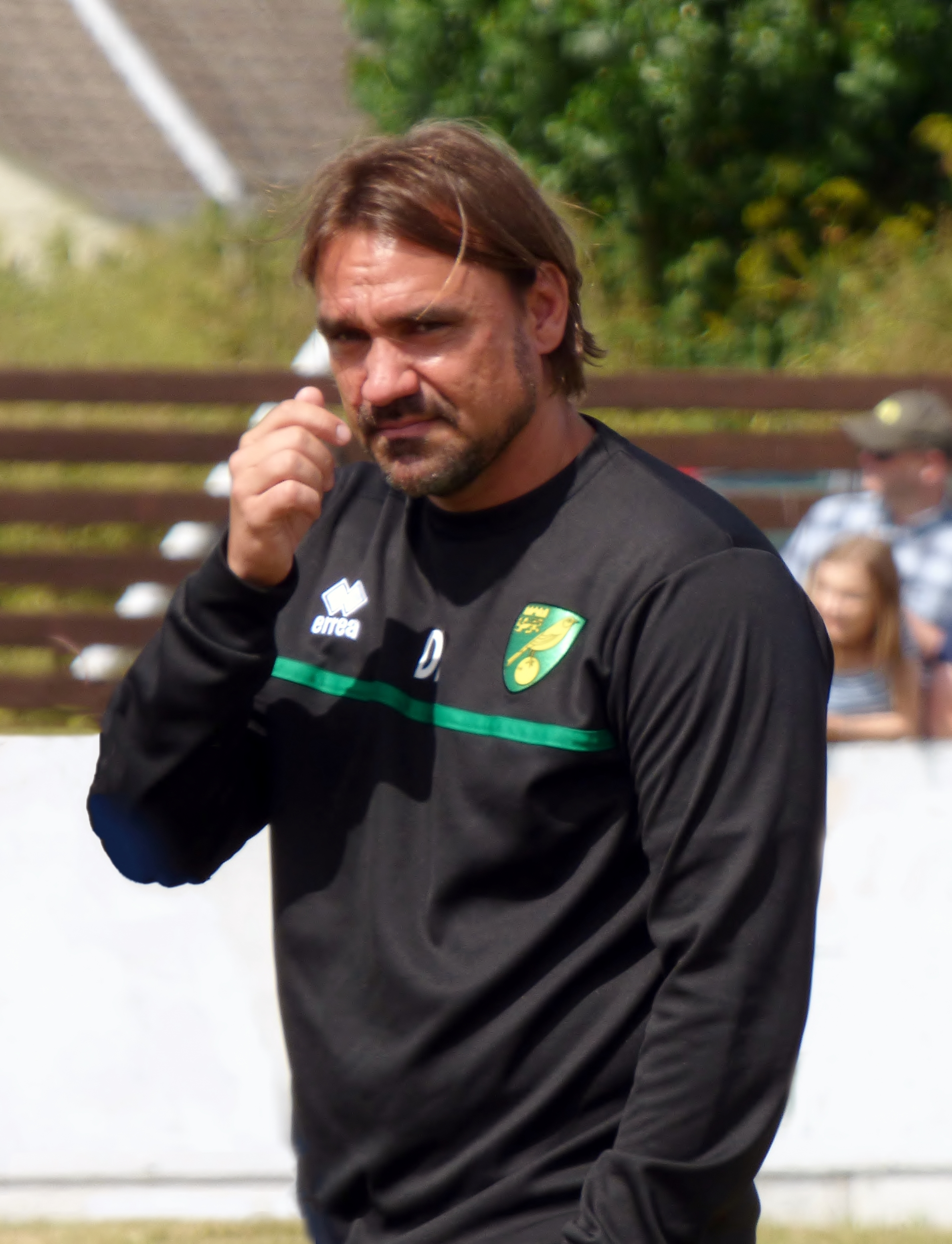
Daniel Farke

## Calciatori

### Statistiche nelle competizioni UEFA
Tabella aggiornata alla fine della stagione 2018-2019.
| Competizione                  | Partecipazioni | G  | V  | N  | P  | RF | RS |
| ----------------------------- | -------------- | -- | -- | -- | -- | -- | -- |
| Coppa UEFA/UEFA Europa League | 5              | 52 | 25 | 12 | 15 | 87 | 58 |

## Organico

### Rosa 2024-2025
Aggiornata al 24 marzo 2025.
| N. |                     | Ruolo | Calciatore         |
| -- | ------------------- | ----- | ------------------ |
| 1  | Russia (bandiera)   | P     | Stanislav Agkatsev |
| 3  | Brasile (bandiera)  | D     | Vítor Tormena      |
| 4  | Brasile (bandiera)  | D     | Diego Costa        |
| 5  | Brasile (bandiera)  | C     | Douglas Augusto    |
| 6  | Curaçao (bandiera)  | C     | Kevin Pina         |
| 7  | Brasile (bandiera)  | C     | João Victor        |
| 8  | Russia (bandiera)   | C     | Danila Kozlov      |
| 9  | Colombia (bandiera) | A     | Jhon Córdoba       |
| 10 | Armenia (bandiera)  | C     | Ėduard Spercjan    |
| 11 | Angola (bandiera)   | C     | João Bachi         |
| 13 | Russia (bandiera)   | P     | Jurij Djupin       |
| 15 | Uruguay (bandiera)  | D     | Lucas Olaza        |

| N. |                    | Ruolo | Calciatore         |
| -- | ------------------ | ----- | ------------------ |
| 18 | Russia (bandiera)  | C     | Jurij Gazinskij    |
| 19 | Russia (bandiera)  | A     | Fëdor Smolov       |
| 20 | Uruguay (bandiera) | D     | Giovanni González  |
| 31 | Brasile (bandiera) | C     | Kaio               |
| 34 | Russia (bandiera)  | P     | Daniil Golikov     |
| 40 | Nigeria (bandiera) | C     | Olakunle Olusegun  |
| 53 | Russia (bandiera)  | D     | Vjačeslav Litvinov |
| 88 | Russia (bandiera)  | C     | Nikita Krivcov     |
| 90 | Nigeria (bandiera) | C     | Moses David Cobnan |
| 98 | Russia (bandiera)  | D     | Sergej Petrov      |
|    | Francia (bandiera) | C     | Gaëtan Perrin      |